# Clemens Ernst Benda
Clemens Ernst Benda (* 30. Mai 1898 in Berlin; † 18. April 1975 in München) war ein deutschamerikanischer Neurologe und Psychiater. Benda wurde u. a. bekannt durch seine Beiträge zur  Erforschung des Down-Syndroms.

## Leben und Tätigkeit
Benda war ein Sohn des Carl Benda, eines Professors für Pathologie, und seiner Ehefrau Louise, geb. Rhode. Nach dem Schulbesuch studierte er von 1919 bis 1921 Medizin an den Universitäten Rostock, Jena und Heidelberg. 1922 promovierte er in Berlin zum Dr. med. Seine Approbation erhielt er im selben Jahr. Zu seinen Lehrern gehörten Karl Jaspers und Ludwig Binswanger.
Von 1922 bis 1923 arbeitete Benda als Assistent an der psychiatrischen Universitätsklinik in Heidelberg, von wo aus er in die Schweiz übersiedelte. In den Jahren 1924 bis 1927 war er als Assistent an der psychiatrischen Klinik von Ludwig Binswanger in Kreuzlingen (Sanatorium Bellevue) tätig. Anschließend wurde er von 1927 bis 1928 in der neurologischen Abteilung der Hamburg-Barmbeck Klinik und dann von 1928 bis 1929 an der  Universität Hamburg beschäftigt.
1929 wechselte Benda an die Charité in Berlin. Von 1929 bis 1935 war er dort Leiter der Neurologischen Abteilung des Rot-Kreuz-Krankenhauses und der Augusta-Heilanstalt in Berlin. Neben seiner medizinischen Tätigkeit betätigte er sich als Herausgeber der Fachzeitschrift Medizinische Welt.
Nach der Machtergreifung der Nazis in Deutschland 1933 entschied sich Benda aufgrund seiner jüdischen Abstammung Mitte der 1930er Jahre zur Emigration in die Vereinigten Staaten. 1935 kam er nach Boston im US-Bundesstaat Massachusetts, wo er eine Stelle als Research Fellow für Psychiatrie und Neuropathologie bei Stanley Cobb, dem Leiter der Abteilung für Neurologie am Massachusetts General Hospital, erhielt. Im Folgejahr, 1936, wurde er auf Empfehlung Cobbs zum Direktor des Wallace Research Laboratory for the Study of Mental Deficiency ernannt, einem an der Wrentham State School for Retarded Children angesiedelten Forschungszentrum: Damit wurde er die erste Person, die den Posten eines Forschungsdirektors in einer Institution für geistig Zurückgebliebene in den Vereinigten Staaten bekleidete.
1947 wurde Benda Forschungsdirektor und klinischer Psychiater an der W.E. Fernald School of Retarded Children in Waverly, Massachusetts. Zeitweise lehrte er auch als Gastprofessor in München.
1963 ging Benda als Hochschullehrer und Forscher in den Ruhestand, betrieb aber weiterhin eine psychiatrische Praxis. In diesen Jahren veröffentlichte er zwei Bücher, in denen er die Grundlagen des von ihm entwickelten Konzeptes einer existentialistischen Psychiatrie ausbreitete. Im Mittelpunkt dieser Schriften standen psychologische und psychiatrische Aspekte zu den Komplexen Gewissen und Schuld, die er auf Fragestellungen der Philosophie, der Religion, des Rechtes und der Politik anwandte.
Bendas nachgelassene Papiere werden heute in der Countway Medical Library der Harvard Medical School verwahrt.
Benda war Mitglied zahlreicher berufsständischer Organisationen: So war er Mitglied des Rates der Association of Existential Psychology and Psychiatry, der American Neurological Association, beigeordnetes Mitglied der Royal Society of Medicine of Great Britain. Des Weiteren Fellow der America Psychiatric Association, Mitglied der American Association of Neuropathologists (im Jahr 1952 zudem Präsident derselben), der American Academy of Mental Retardation (im Jahr 1960 zudem Präsident), der American Association of Mental health und der American Medical Association. Ferner war er diplomat des American Board of Psychiatry and Neurology.

## Forschung
Die Hauptforschungsgegenstände, mit denen Benda sich befasste, waren  Kretinismus, geistige Zurückgebliebenheit, existentielle Psychologie und Psychiatrie sowie insbesondere das Down-Syndrom.
Den Großteil seiner Beiträge zur Erforschung des Down-Syndroms leistete Benda knapp zwei Jahrzehnte, bevor Jerome LeJeune und andere Forscher chromosomale Abnormitäten als Ursache des Down-Syndroms identifizierten.
Seine erste Studie über das Down-Syndrom legte Benda 1946 vor: In dieser Arbeit verglich und kontrastierte er den Mongolismus (Down-Syndrom) und den Kretinismus als zwei verschiedene Formen geistiger Zurückgebliebenheit. Sein Hauptinteresse galt dabei dem Ziel, die Gründe dafür festzustellen, weshalb das Down-Syndrom bei hiervon betroffenen Personen auftritt, wobei er zu der Auffassung gelangte, dass eine fötale Wachstumsstörung der diese Fehlentwicklung auslösende Faktor sei. Anatomisch erblickte er im Down-Syndrom eine Wachstumsverkümmerung und damit mithin das Gegenteil der Akromegalie. Eine überarbeitete Fassung dieses Werkes veröffentlichte er 1960 unter dem Titel The Children with Mongolism (Congenital Acromicria).
Bendas Theorien zur Ätiologie des Down-Syndroms gelten heute in der Forschung weitgehend als überholt. Demgegenüber werden seine detaillierten Berichte zu den klinischen, anatomischen und pathologischen Eigenschaften des Down-Syndroms in der einschlägigen Forschung und Literatur bis heute vielfach referenziert. In der letzten Fassung dieses Werkes anerkannte er daher die ätiologische Bedeutung von chromosomaler Abnormität als Ursache des Auftretens des Down-Syndroms, verteidigte aber zugleich die wissenschaftliche Validität seiner klinischen, anatomischen und pathologischen Beobachtungen.
In der dritten Fassung seines Werkes (Down’s Syndrome Mongolism and its Management) befasste Benda sich zudem mit den besten Formen, um vom Down-Syndrom betroffene Kinder zu betreuen. Ob eine Betreuung zu Hause oder eine Institutionalisierung als Methode zu bevorzugen seien, war nach seiner Auffassung vom Einzelfall abhängig. Schließlich betonte er die gesellschaftliche Integrierbarkeit von Down-Kindern bzw. ihre Fähigkeit innerhalb der Gesellschaft funktionieren zu können, sofern sie in richtiger Weise hierauf vorbereitet werden.
Ein Lehrbuch über geistige Entwicklungsstörungen (disorders of mentation and cerebral palsies), das Benda 1952 vorlegte, war lange Jahre ein vielgenutztes Werk. In diesem versucht er zu einem besseren Verständnis der neuropsychiatrischen Aspekte von geistigen Störungen bei Kindern zu gelangen, indem er klinische, neurologische, physiologische und pathologische Entdeckungen in das bisherige Paradigma einbezieht.

## Ehrungen
Für seine Beiträge zur neurologischen und neuropsychologischen Erforschung zahlreicher Krankheitsbilder wurde Benda vielfach geehrt:
1949 erhielt Benda den Preis der Association for the Help of Retarded Children für seine Leistungen auf dem Gebiet der Erforschung von verschiedenen Formen geistiger Zurückgebliebenheit.
1969 wurde Benda mit der Heinrich-Hoffmann-Medaille für Leistungen auf dem Gebiet der Kinderpsychiatrie ausgezeichnet.

## Schriften
- Der Wille zum Geist: über die Freiheit des Willens und den Aufbau der geistigen Welt, 1932.
- Mongolism and Cretinism, 1946.
- Developmental Disorder of Mentation and Cerebral Palsies, 1952.
- The Image of Love: Modern Trends in Psychiatric Thinking, 1961.
- The Child with Mongolism: Congenital Acromicria, 1960.
- Der Mensch im Zeitalter der Lieblosigkeit, 1961.
- Down’s Syndrome. Mongolism and Its Management, 1969.
- Gewissen und Schuld, 1970.